# Кућанци Ђаковачки
Кућанци Ђаковачки су насељено место у саставу општине Дрење у Осјечко-барањској жупанији, Република Хрватска.

## Историја
До територијалне реорганизације у Хрватској налазили су се у саставу старе општине Ђаково.

## Становништво
На попису становништва 2011. године, Кућанци Ђаковачки су имали 148 становника.

## Попис1991.
На попису становништва 1991. године, насељено место Кућанци Ђаковачки је имало 214 становника, следећег националног састава:
| Попис 1991.‍  | Попис 1991.‍  | Попис 1991.‍ | Попис 1991.‍ | Попис 1991.‍ |
| ------------ | ------------ | ----------- | ----------- | ----------- |
|              |              |             |             |             |
| Хрвати       | Хрвати       |             | 139         | 64,95%      |
| Срби         | Срби         |             | 62          | 28,97%      |
| Мађари       | Мађари       |             | 3           | 1,40%       |
| Југословени  | Југословени  |             | 2           | 0,93%       |
| Словаци      | Словаци      |             | 2           | 0,93%       |
| неопредељени | неопредељени |             | 2           | 0,93%       |
| регион. опр. | регион. опр. |             | 3           | 1,40%       |
| непознато    | непознато    |             | 1           | 0,46%       |
| укупно: 214  |              |             |             |             |